# Карспах
Карспах (фр. Carspach) насеље је и општина у источној Француској у региону Алзас, у департману Горња Рајна која припада префектури Алткирх.
По подацима из 2011. године у општини је живело 2048 становника, а густина насељености је износила 119,28 становника/km². Општина се простире на површини од 17,17 km². Налази се на средњој надморској висини од 300 метара (максималној 397 m, а минималној 283 m).

## Демографија
| 1962. | 1968. | 1975. | 1982. | 1990. | 1999. | 2011. |
| ----- | ----- | ----- | ----- | ----- | ----- | ----- |
| 1.533 | 1.558 | 1.676 | 1.666 | 1.399 | 1.620 | 2.048 |

График промене броја становника у току последњих година